# West Beacon
West Beacon (englisch für Westliches Leuchtfeuer) ist mit 2345 m Höhe der markante Westgipfel der Beacon Heights in den Quartermain Mountains des ostantarktischen Viktorialands.
Teilnehmer der britischen Discovery-Expedition (1901–1904) verliehen ihm den Namen Beacon Heights West. Diese Benennung wurde durch Teilnehmer einer von 1958 bis 1959 dauernden Kampagne im Rahmen der New Zealand Geological Survey Antarctic Expedition in die heute gültige Form geändert.